# Gaozong de Tang

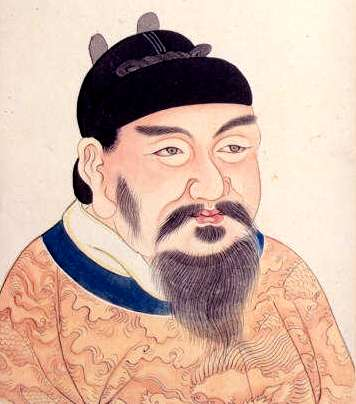
Imperador Gaozong.

O Imperador Gaozong de Tang (chinês: 唐高宗, pinyin: Táng Gāozōng; 21 de julho de 628 — 27 de dezembro de 683), nascido Li Zhi (李治), foi o terceiro imperador da Dinastia Tang na China, governando entre 649 e 683 (que, contudo, após janeiro de 665, grande parte do governo estava sob domínio da sua segunda esposa, a imperatriz Wu (mais tarde conhecida pelo nome de Wu Zetian)). O Imperador Gaozong era filho do Imperador Taizong e da Imperatriz Zhangsun.
| Títulos de nobreza                      | Títulos de nobreza                 | Títulos de nobreza                       |
| --------------------------------------- | ---------------------------------- | ---------------------------------------- |
| Precedido por Imperador Taizong de Tang | Imperador da Dinastia Tang 649–683 | Sucedido por Imperador Zhongzong de Tang |